# دنیز نکی
دنیز نکی (انگلیسی: Deniz Naki؛ زادهٔ ۹ ژوئیهٔ ۱۹۸۹) بازیکن فوتبال اهل ترکیه است.
از باشگاه‌هایی که در آن بازی کرده‌است می‌توان به باشگاه فوتبال پادربورن، باشگاه ورزشی گنچلربیرلیغی، باشگاه فوتبال روت وایس اهلن، باشگاه فوتبال بایر ۰۴ لورکوزن، و باشگاه فوتبال سن پائولی اشاره کرد.
وی همچنین در تیم‌های ملی فوتبال جوانان آلمان، بازی کرده‌است.